# Доходный дом А. Е. Бурцева с помещениями для выставок
Доходный дом А. Е. Бурцева с помещениями для выставок — памятник архитектуры. Расположен в Центральном районе Санкт-Петербурга, современный адрес дома — улица Некрасова, 10.

## История

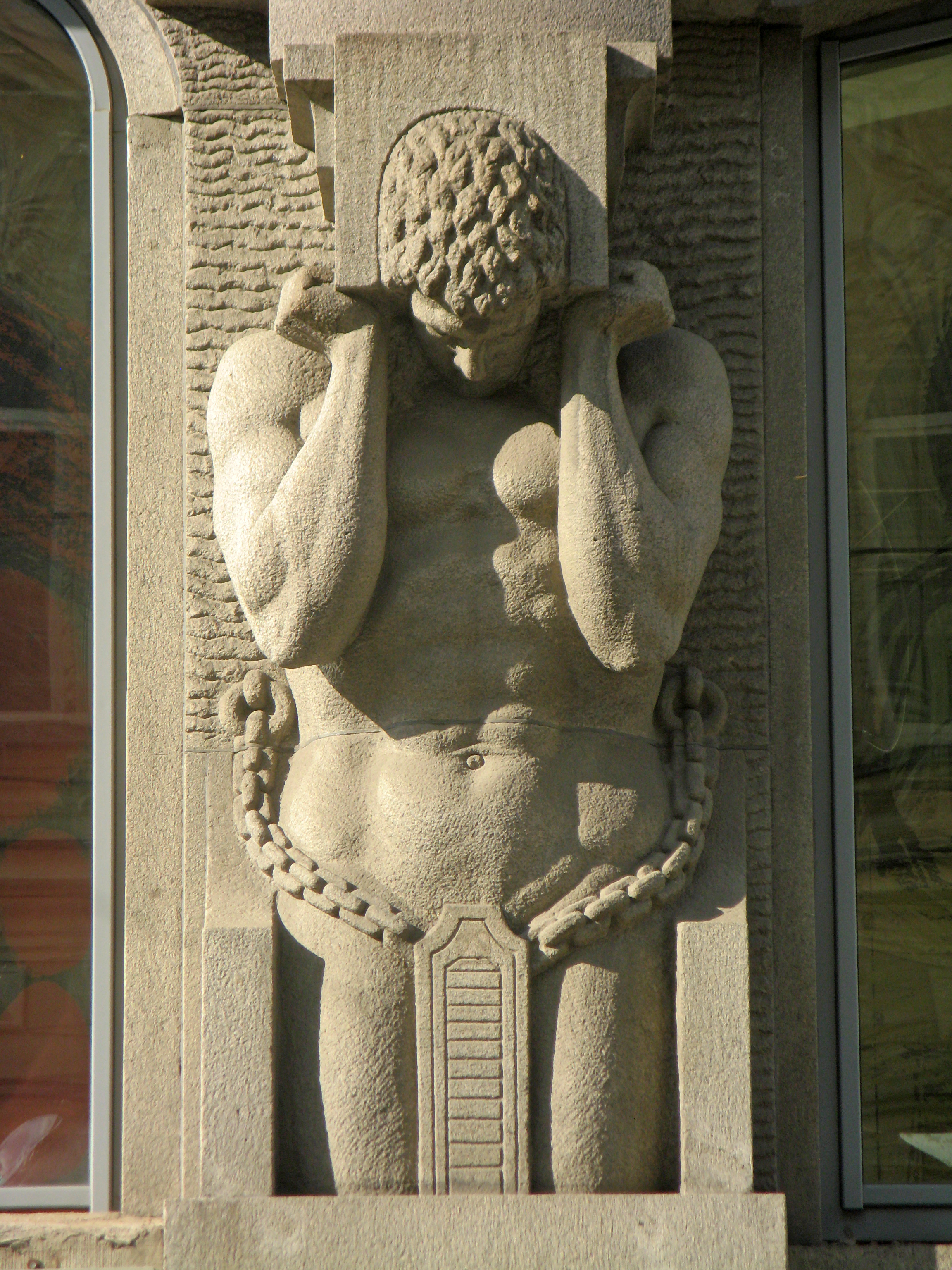
Атланты

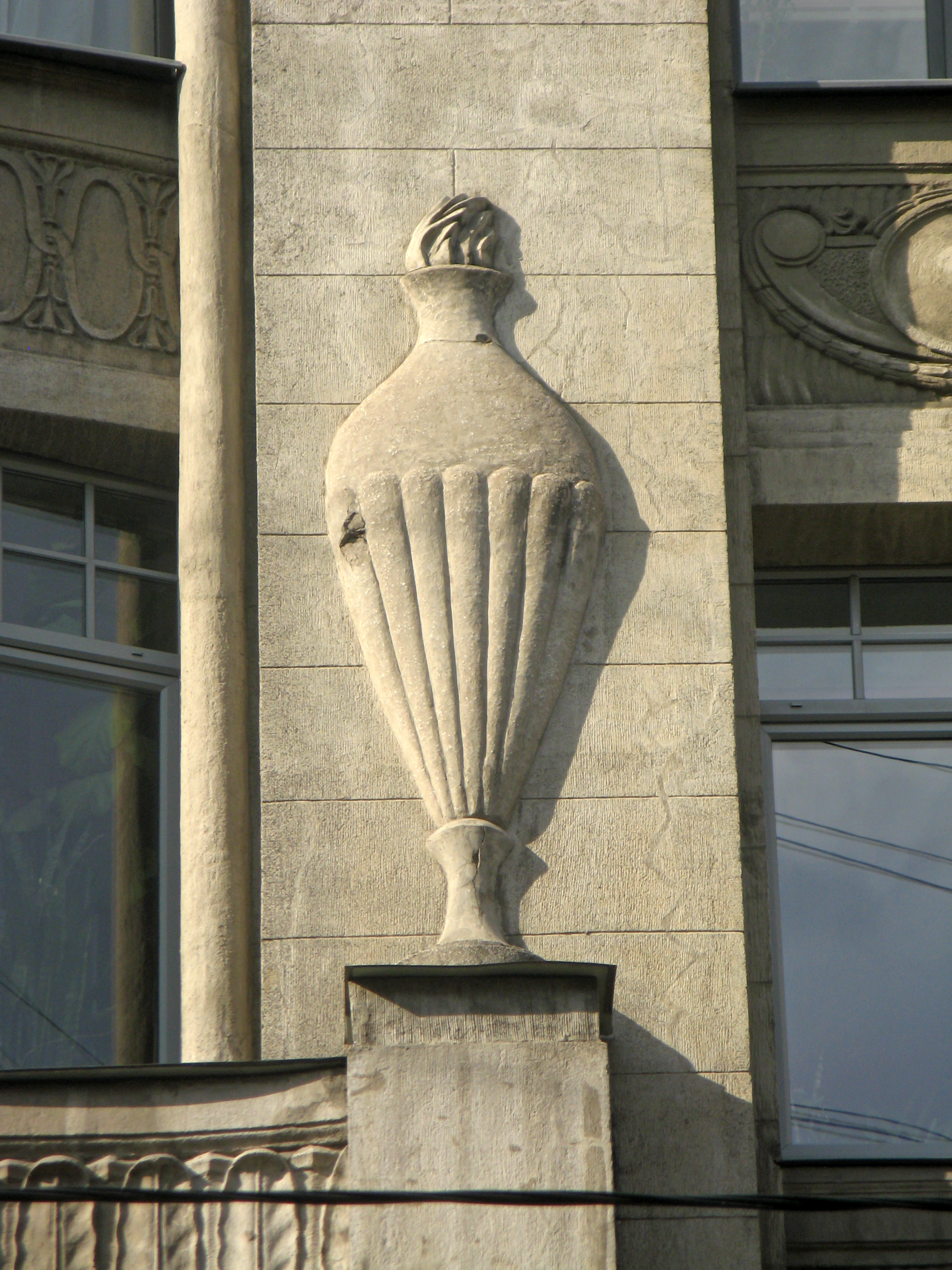
Амфоры

До современной постройки на участке был расположен торговый павильон жестяных дел мастера Г. И. Миттельбергера, построенный Х. Х. Тацки в две очереди в 1886 и 1891 годах, а также небольшие флигели.
В 1911 году участок приобрёл А. Е. Бурцев, библиофил и коллекционер живописи, поручивший составить проект нового здания архитектору В. И. Камлюхину. Первоначальный проект он подготовил к 8 августа 1911 года, и затем откорректировал его 8 декабря 1911 года. В этом проекте был запланирован двухъярусный атриум со стеклянной крышей, окружённый пятиэтажным квартирным домом, с магазинами со стороны улицы (эта идея была сохранена в реализованном проекте). Проект был выполнен в неоклассическом стиле с симметричным трёхъярусным фасадом, четырёхпилястровым портиком по центру, атлантами, аллегорическими рельефами и щипцом фронтонного типа, раскрепованным по краям. Однако вид здания не отвечал поставленной задаче создать культурный центр, окна должны были давать недостаточно света для зала.
В итоге проектирование было передано И. П. Володихину, который и построил в 1912—1913 годах существующее здание уже в стилистике северного модерна. Фасад симметричен, скомпонован по трём осям, разделён на галерейную часть и верхний массив с квартирной планировкой. В числе помещений был сделан выставочный зал. Над входом расположено большое полуциркульное окно, вход в дом акцентирован лучковым аттиком, глубокой нишей и скульптурными украшениями разнообразной пластики — в частности, прикованными к стене цепями поясными парными атлантами, расположенными по краям от окна над входом с женскими гермами над ними, и амфорами, завершающими вертикали композиции. Фасад здания облицован серым мелкозернистым гранитом (или же терразитовой штукатуркой с графичной рустовкой, имитирующей гранит). Три верхних этажа объединены тонкими полуколоннами, два этажа объединены эркером, завершённым щипцом; в нише наверху планировалось установить скульптурную группу, трио аллегорий архитектуры, скульптуры и живописи.
В здании были также изначально спроектированы выставочные залы, которые ценились за финансовые условия (постепенные взносы, 50 % от суммы проданных билетов, льготы начинающим художникам), но критиковались за неровный слабый свет и неуместную театральную «роскошную» отделку; в планах владельца было создание Музея русского искусства и литературы. Выставочная деятельность завершилась в сентябре 1915 г., так как в доме был размещён лазарет. В конце 1918 оба принадлежавших Бурцеву здания (ул. Некрасова, 10 и 18) были национализированы, их хозяину выделили «дворницкую», а вскоре отобрали и её.
Опустевшие выставочные залы были преобразованы в театральные, и первым здесь разместился театр П. П. Гайдебурова и Н. Ф. Скарской, а затем, в 1919 году, работал театр-студия С. Э. Радлова. В 1920-х — 1930-х в здании размещались «Дома просвещения» (Домпросветы) национальных меньшинств — Белорусский, Еврейский, Литовский, Латышский, Польский, Украинский и Финский — все они организовывали театральные представления на своих национальных языках. В конце 1930-х годов театральное помещение было предоставлено театру кукол под руководством С. Шапиро.

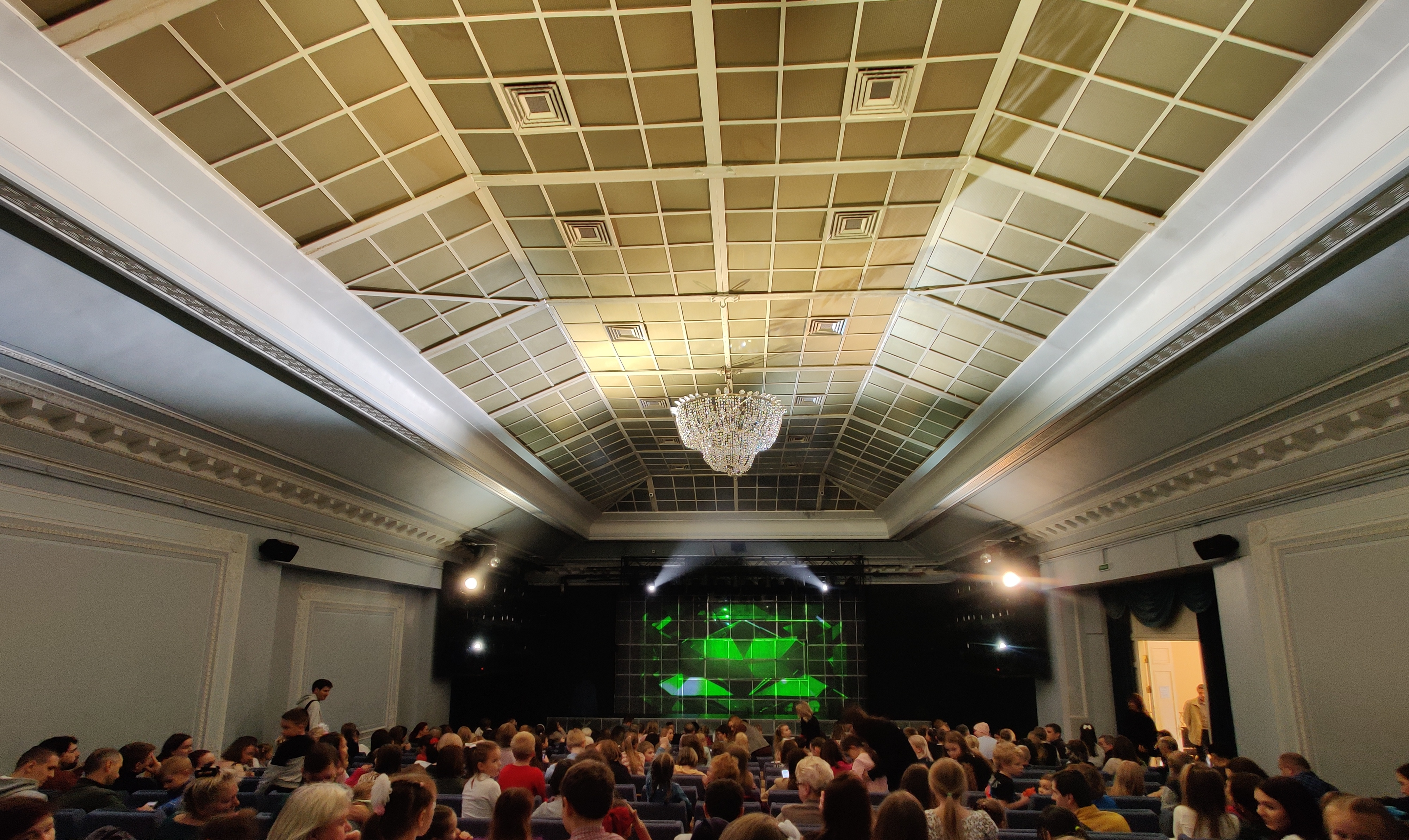
Зрительный зал

Зрительный зал театра рассчитан на 517 мест. Тройные окна парадной лестницы были украшены витражами с венками и гирляндами. В квартирах были сделаны лепные плафоны с прямоугольными и фигурными рамами и сложными розетками, стояли изразцовые печи геометризированных форм с овальными медальонами с растительным орнаментом. Жилые этажи с 1914 года были заняты Женскими курсами высших архитектурных знаний Е. Ф. Багаевой и Л. П. Молас.
На 3-м и 4-м этажах здания с 1969 года по настоящее время находится «Санкт-Петербургская детская художественная школа № 2», созданая приказом управления культуры Ленгорисполкома № 112 от 14.08.1964 г. В разные годы в школе учились, ставшие впоследствии профессиональными художниками: Михаил Едомский, Алексей Парыгин, Маша Иванова, Руслан Борисенко и многие другие.
Директор, с 17.07.2006 — Е. Н. Каракозова.
В разные годы в школе преподавали известные художники города, в их числе: Р. Ф. Тупикин, Л. К. Эскараева, Н. П. Катещенко (в 1970—1980-е гг. бывший директором ДХШ) и многие другие.
В сравнении с первоначальным проектом утрачены некоторые детали декора фасада, гранитная облицовка и часть лепки, был перестроен подъезд.